# Lucius Pasidienus Firmus
Lucius Pasidienus Firmus war ein im 1. Jahrhundert n. Chr. lebender römischer Politiker.
Durch ein Militärdiplom, das auf den 28. April 75 datiert ist, ist belegt, dass Firmus im Jahr 75 zusammen mit Domitian Suffektkonsul war.
Firmus war vermutlich mit Publius Pasidienus Firmus, einem Suffektkonsul des Jahres 65, verwandt.